# Jyukai (banda)
Jyukai (樹海, Jukai) é um duo de pop rock da província japonesa de Osaka. Seus membros são Manami (vocais) e Dewa Yoshiaki (guitarra).

## História
O grupo foi formado em 2004 em Osaka, e foi dedicada principalmente em realizar shows ao vivo em vários locais desta província. Várias de suas músicas foram usadas em animes especialmente nos temas de encerramentos.
Em 2006 seu primeiro single, "Anata ga Ita Mori" (あなたがいた森), foi o primeiro tema de encerramento do anime Fate/stay night, logo a música "Hikari" (ヒカリ) de Jyukai foi usada para o segundo tema de encerramento do mesmo anime.
A música "Hoshiakari" de Jyukai foi o primeiro tema de encerramento do anime Busou Renkin de Nobuhiro Watsuki.
Para o segundo tema de encerramento do anime Ah! Megami-sama: Sorezore no Tsubasa foi usada a música "Koibito Doushi" (恋人同士).
No especial Ah! Megami-Sama: Tatakau Tsubasa a música "Hanamuke no Melody" (ハナムケのメロディー) foi usada em seu tema de encerramento.
Em 2010 lançaram seu primeiro álbum de Coletânea com destaque para faixa With... com a participação da cantora Tainaka Sachi, que é usada como tema de encerramento do anime Fate/stay night.

## Integrantes
- Manami (愛未)
Vocalista, autora de temas
Nome real: Manami Watanabe (渡辺愛未, Watanabe Manami)
Data de nascimento: 28 de Dezembro de 1986
Tipo sanguíneo: A
- Yoshiaki Dewa (出羽良彰, Dewa Yoshiaki)
Compositor, arranjos musicais, programador
Data de nascimento: 26 de Fevereiro de 1984
Tipo sanguíneo: O

## Discografia

### Álbuns
| - Wild Flower (22 de novembro de 2006) - Harvest (12 de dezembro de 2007) | - Jyukai Best ~Stairway to the Future~ (20 de janeiro de 2010) |

### Singles
1. Anata ga Ita Mori (あなたがいた森) (15 de março de 2006)
2. Koibito Dōshi (恋人同士) (26 de julho de 2006)
3. Hoshiakari (ホシアカリ) (1 de novembro de 2006)
4. Sakasete wa Ikenai Hana (咲かせてはいけない花) (24 de abril de 2007)
5. Komori Uta/Himegoto (こもりうた/ヒメゴト, Komori Uta/Himegoto) (12 de setembro de 2007)
6. Ai no Hoshi/Hanamuke no Melody (愛の星/ハナムケのメロディー) (28 de novembro de 2007)